# Uelsen
Uelsen es una comunidad en el Distrito de Condado de Bentheim en Baja Sajonia.

## Geografía
La comunidad se ubica en el extremo occidental de Baja Sajonia en la frontera con Holanda, a unos 30km al norte de Enschede y 15 km de Nordhorn.

## Historia
Alrededor del año 690 se dio la fundación de la gran parroquia de Uelsen, probablemente gracias al misionero Willibrord. En 1131, Uelsen fue mencionada por primera vez en un documento del Obispo de Utrecht. En aquel entonces, Uelsen pertenecía a Twente (hoy en día parte de Holanda), que a su vez pertenecía al Imperio Alemán.
Cerca del año 1300, el castillo del Conde ten Tooren o von Thurn se ubicaba en Uelsen. Las ruinas fueron usadas a mediados del siglo XIX para fundar una sinagoga. En 1312, la propiedad de Uelsen pasó a manos del Conde de Bentheim (cargo nobiliario que en 2011 sigue existiendo). Desde la introducción del luteranismo en Uelsen en 1544, y hasta 1597, tomó lugar la Reforma Protestante.
En 1546, bajo el Emperador Carlos V, los cruces fronterizos fueron sellados y Uelsen quedó efectivamente desconectado de Holanda.
En 1580, hubo fuertes enfrentamientos en los bosques de Uelsen debido a la Rebelión en los Países Bajos. Las batallas fueron entre españoles y holandeses.
En 1588, el Credo Reformado fue introducido.
Entre 1618 y 1648  tomó lugar la Guerra de los Treinta Años, que también tuvo consecuencias en Uelsen, a pesar de que el Condado de Bentheim era supuestamente neutral. Sin embargo, sus habitantes sufrieron severas penurias. Tropas de Münster, Lüneburg, Hessen y Suecia invadieron el área y extorsionaron a los pobladores para despojarlos de sus bienes.
En 1636, y como resultado de la guerra, se dio hambruna y peste en grandes proporciones.
En 1650, se construyó el salón comunal.
En 1655, Bernhard von Galen, Obispo de Münster, entró en guerra con Holanda. Una vez más, el condado vio tropas marchando por su territorio. En 1666, Bernhard von Galen concluyó la Paz de Nordhorn. Sin embargo, en 1672 el Obispo de Münster atacó a Holanda tras solo 6 años de paz.
En 1688, el Conde Ernst Wilhelm se convirtió al catolicismo. El clero reformado fue reemplazado por un clero católico. Los pastores del condado buscaron la asistencia de Holanda, y el holandés se convirtió en el idioma oficial de la iglesia reformada hasta bien entrado el siglo XIX, siendo usado también en escuelas. Algunos cánticos eclesiásticos seguían siendo cantados en holandés hasta 1933.
Entre 1756 y 1763 se dio la Guerra de los Siete Años.

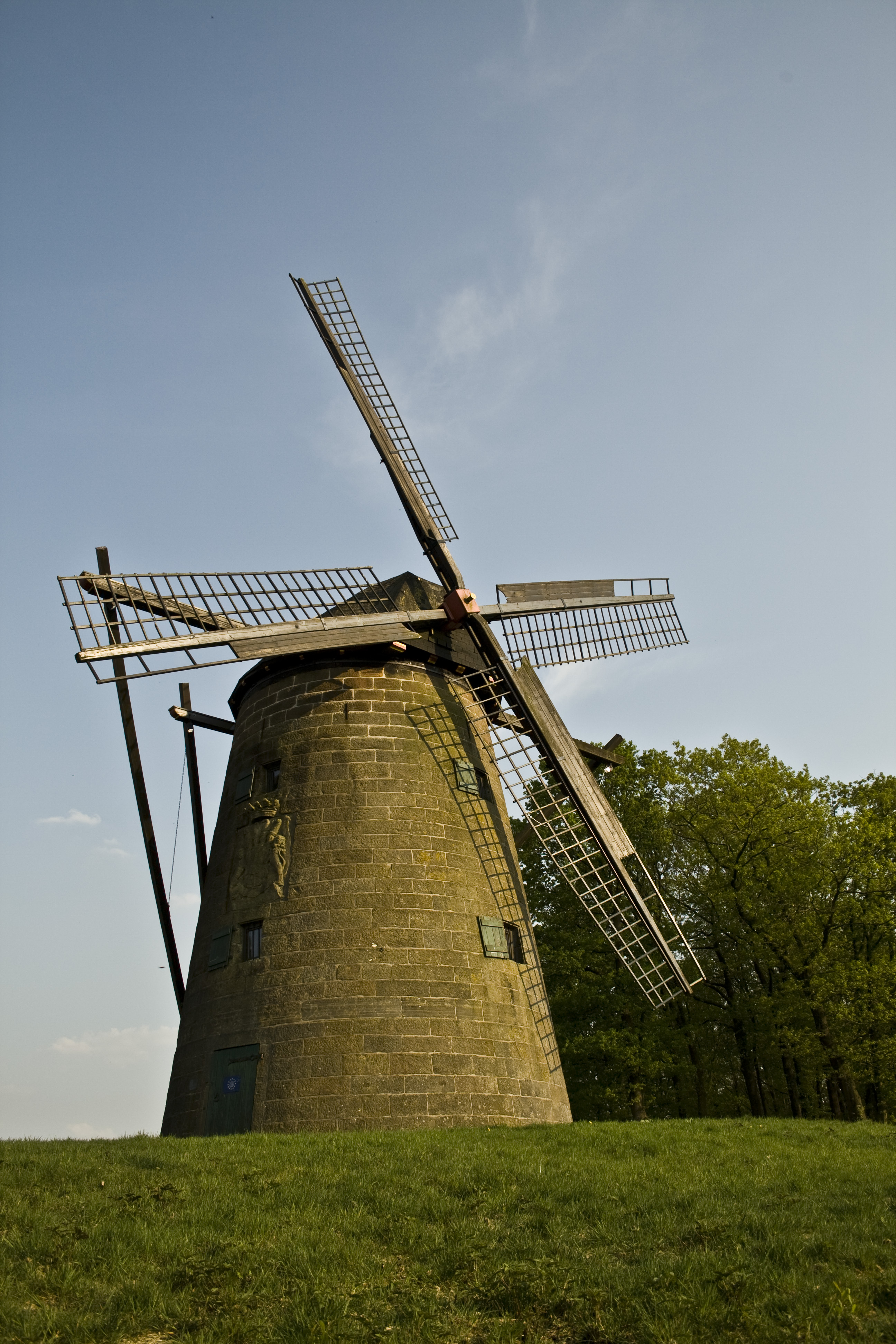
Molino de viento de Uelsen, construido en 1779.

En el siglo XIX, la población de Uelsen cayó de 1.200 a 806, pues numerosas familias de clase obrera se fueron a vivir a Nordhorn o Schüttorf en busca de trabajo en la industria textil. También hubo migración hacia Holanda y Estados Unidos.
En 1921, se fundó una compañía eléctrica, mientras que de 1929 a 1931 se construyó un acueducto.
En 1974, Uelsen se convirtió en el asiento de la Comunidad Conjunta (Samtgemeinde) de Uelsen, al cual también pertenecieron Getelo, Gölenkamp, Halle, Itterbeck, Wielen y Wilsum.
Hasta el 31 de diciembre de 2004, Uelsen perteneció al Regierungsbezirk de Weser-Ems, el cual fue abolido posteriormente.
In 2006, Uelsen festejó sus 875 años de existencia con una semana de festival.

## Pueblo socio
El pueblo socio de Uelsen es Tubbergen en Holanda.

## Eventos
- Saisonauftakt (preludio estacional): el sábado antes de Pentecostés[2]
- Volks- und Schützenfest (festival comunal y de tiro): el segundo fin de semana de julio
- Herbstmarkt (Herbstkirmes; mercado de otoño): tercer fin de semana de octubre
- Weihnachtsmarkt (mercado de Navidad): el sábado antes del segundo día de Adviento

## Más información
- Herbert Wagner: Die Gestapo war nicht allein... Politische Sozialkontrolle und Staatsterror im deutsch-niederländischen Grenzgebiet 1929 - 1945. LIT Verlag. Münster 2004 (además de otra información, menciona a Uelsen en tiempos del nacional-socialismo, la persecución de la iglesia y más).